# Acanthophoenix
Acanthophoenix H.Wendl., 1866 è un genere di piante della famiglia delle Arecacee.

## Tassonomia
Il genere comprende le seguenti specie:
- Acanthophoenix crinita (Bory) H.Wendl.
- Acanthophoenix rousselii N.Ludw.
- Acanthophoenix rubra (Bory) H.Wendl.